# Стоктон (Меріленд)
Стоктон (англ. Stockton) — переписна місцевість (CDP) в США, в окрузі Вустер штату Меріленд. Населення — 91 особа (2020).

## Географія
Стоктон розташований за координатами 38°3′55″ пн. ш. 75°24′30″ зх. д. / 38.06528° пн. ш. 75.40833° зх. д. (38.065397, -75.408409).  За даними Бюро перепису населення США в 2010 році переписна місцевість мала площу 4,42 км², з яких 4,41 км² — суходіл та 0,01 км² — водойми.

## Демографія
Згідно з переписом 2010 року, у переписній місцевості мешкали 92 особи в 40 домогосподарствах у складі 27 родин. Густота населення становила 21 особа/км².  Було 59 помешкань (13/км²).
Расовий склад населення:
| - 67,4 % — білих - 25,0 % — чорних або афроамериканців - 1,1 % — азіатів - 4,3 % — осіб інших рас |

До двох чи більше рас належало 2,2 %. Частка іспаномовних становила 4,3 % від усіх жителів.
За віковим діапазоном населення розподілялося таким чином: 19,6 % — особи молодші 18 років, 65,2 % — особи у віці 18—64 років, 15,2 % — особи у віці 65 років та старші. Медіана віку мешканця становила 44,8 року. На 100 осіб жіночої статі у переписній місцевості припадало 87,8 чоловіків;  на 100 жінок у віці від 18 років та старших — 85,0 чоловіків також старших 18 років.
Середній дохід на одне домашнє господарство  становив 80 821 долар США (медіана — 64 100), а середній дохід на одну сім'ю — 93 437 доларів (медіана — 98 594). 
Цивільне працевлаштоване населення становило 82 особи. Основні галузі зайнятості: освіта, охорона здоров'я та соціальна допомога — 59,8 %, публічна адміністрація — 22,0 %, науковці, спеціалісти, менеджери — 12,2 %, виробництво — 6,1 %.